# OppoSuits
OppoSuits is een Nederlands bedrijf, dat pakken produceert met opvallende motieven. Het bedrijf groeide in enkele jaren uit van een start-up naar een miljoenenbedrijf.

## Geschiedenis
OppoSuits werd opgericht door Jasper Castelein, Guus Bakker en Jelle van der Zwet, die allen afkomstig zijn uit Roelofarendsveen. Het idee voor het bedrijf ontstond in 2010 tijdens een backpackvakantie in Vietnam, waar het drietal een maatpak liet maken van stoffen met opvallende kleuren en motieven. Het drietal ging na de vakantie ieder zijns weegs, maar kreeg afzonderlijk regelmatig de vraag waar zij deze pakken hadden gekocht. Begin 2012 kwam het drietal weer samen en besloot, voor het Europees kampioenschap voetbal 2012 tweeduizend fel oranje pakken te bestellen bij de Chinese webwinkel Alibaba. In eerste instantie gebruikten ze de naam MentalSuits voor hun bedrijf. Voor de eerste bestelling investeerde het drietal in totaal 50 duizend euro.
Kort na het arriveren van de eerste levering, bezocht voetballer en Oranje-international Rafael van der Vaart een lokale shoarmatent. Hij bleek bereid het pak aan te trekken en deelde hiervan een foto op Twitter. Dit zorgde voor een vliegende start en binnen twee weken was de eerste voorraad pakken verkocht. Deze pakken werden via guerrillamarketing aan de man gebracht. Nadat het oranje pak een succes bleek, besloot het drietal het assortiment uit te breiden met andere opvallende designs. Begin 2013 boekten zij een kraam op de carnavalsbeurs in Birmingham, waar zij veel aanloop hadden, maar ook kritiek kregen op onder andere de verpakking en presentatie van de kostuums. Hierop werd besloten de verpakkingen te veranderen en het geheel professioneler aan te pakken. De oprichters besloten hun banen op te zeggen en er werden vertegenwoordigers gezocht in Schotland, Duitsland, België en Denemarken. De naam van het bedrijf werd veranderd van MentalSuits, naar het internationaal positievere OppoSuits.
Begin 2014 werd besloten de pakken in de Verenigde Staten te lanceren op een beurs in Houston, Texas. Ook hier kreeg het bedrijf voet aan de grond. Op televisie presenteerde Jimmy Kimmel een show in een pak van OppoSuits, dat de verkoop, van met name kerstpakken opdreef. In november 2014 werd het bedrijf in Londen door de Nederlands-Britse Kamer van Koophandel uitgeroepen tot beste Best Small/Medium Enterprise tijdens de Golden Bridge Trade & Export Awards. In 2015 sloot het bedrijf een deal met de Amerikaanse kledingketen Macy's. Voor de overstap naar Amerika moest het bedrijf ongeveer een miljoen euro lenen, dat zij binnen een jaar wisten terug te verdienen. In Nederland ging het bedrijf samenwerkingen aan met V&D en Zalando. In 2016 startte het bedrijf een tweede lijn onder de naam SuitMeister, waarmee ze budgetpakken verkochten voor 45 euro. Het bedrijf heeft uitvalbasissen in Edinburgh, New York en Shanghai.

## Bedrijfsfilosofie
Het bedrijf kiest bewust voor een formule waarbij de prijzen van de kostuums, die rond de 75 tot 80 euro ligt, laag gehouden worden. Dit bereiken ze door te kiezen voor grote volumes, waardoor ze kunnen werken met een lage winstmarge.

## Assortiment
Het assortiment van OppoSuits bestaat uit confectiepakken met opvallende motieven. In 2015 sloot het bedrijf een licentieovereenkomst af met Warner Bros., waardoor ze pakken konden gaan produceren met de logo's van Batman en Superman. In 2016 lanceerde het bedrijf een kostuum met een print van het computerspel Pac-Man, waarvoor ze internationaal veel aandacht kregen. Hetzelfde jaar verwierf het bedrijf een licentie voor het vervaardigen van pakken van Star Wars. Tevens maakte het bedrijf bekend een collectie opvallende mantelpakken te starten, om de vrouwelijke markt te kunnen bedienen. In 2017 werd het assortiment uitgebreid met een speciale lijn voor kinderen en tieners.